# ブルーノ・アルカリ
ブルーノ・アルカリ（Bruno Arcari、1942年1月1日 - ）は、イタリア出身の元プロボクサー。ラツィオ州フロジノーネ県アティーナ出身。元WBC世界ジュニアウェルター級王者。

## 来歴
1964年デビュー。デビュー戦は5回KO負けだった。
1966年にイタリア王者、1968年にはヨハン・オルソリスを12回KOして欧州王者となった。
1970年1月31日、地元ローマでペドロ・アディグの持つWBC世界ジュニアウェルター級タイトルに挑戦、判定勝ちで王座を獲得した。
以後、間にノンタイトル戦を挟みながら4年間に王座を9度防衛したが、1974年8月、減量苦のため王座を返上。1977年に引退した。

## 獲得タイトル
- WBC世界ジュニアウェルター級王座（防衛9度）